# Katharine Eustace
Katharine Eustace (* 16. April 1975) ist eine neuseeländische Skeletonsportlerin.
Katharine Eustace begann 2006 im Alter von 31 Jahren mit dem Skeletonsport und gehört seitdem auch dem Nationalkader ihres Landes an. Sie gab ihr internationales Debüt 2007 in Igls bei einem Rennen des Skeleton-Europacups und wurde dort 19. Schon in ihrem nächsten Rennen erreichte sie als Zehnte in Königssee eine Top-Ten-Platzierung. In derselben Saison startete sie auch erstmals in Park City im Skeleton-America’s-Cup und wurde in ihrem ersten Rennen Neunte. In der folgenden Saison kam Eustace in der Gesamtwertung des America’s-Cup auf den achten Platz. Noch in der Saison wechselte die Neuseeländerin in den Skeleton-Intercontinentalcup und wurde Neunte in der Gesamtwertung. In Cesana Pariol erreichte sie mit Rang fünf schon früh eine einstellige Platzierung. Auch in der Saison 2009/10 platzierte sie sich gut im Intercontinentalcup und wurde sogar Fünfte der Gesamtwertung. Im Europacup der Saison erreichte Eustace in Igls hinter Michelle Bartleman und Jessica Kilian den dritten Platz und damit eine erste Podiumsplatzierung in einem internationalen Rennen. Im dritten Saisonrennen des Skeleton-America’s-Cup 2010/11 Calgary musste sie sich nur noch Lanette Prediger geschlagen geben. Es folgte das Debüt im Skeleton-Weltcup. Ebenfalls in Calgary erreichte sie in ihrem ersten Rennen einen guten elften Platz. Bei der Weltmeisterschaft 2011 in Königssee erreichte sie Platz 14.